# Médaille pour la Défense de Stalingrad
La médaille pour la Défense de Stalingrad (en russe : Медаль За оборону Сталинграда) était une décoration militaire de l'URSS, créée en 1942, pour commémorer la bataille de Stalingrad et rendre hommage à ceux qui par leur action militaire ou civile ont contribué à repousser les troupes allemandes. Elle fut créée en même temps que les médailles pour la Défense d'Odessa, la Défense de Sébastopol, la Défense de Léningrad.

## Historique
La création de la médaille est initiée par le Commissariat du peuple à la Défense de l'URSS et approuvée par le Soviet suprême de l'Union soviétique en automne 1942. Le 24 novembre 1942, un oukase fut rédigé concernant l'émise des médailles, stipulant qu'elles peuvent être décernées à tous les militaires et civils employés à la défense de Stalingrad, pendant la période entre le 12 juillet 1942 jusqu'au 19 novembre 1942. La date officielle de la création de cette médaille est le 22 décembre 1942. L'auteur du design est Nikolaï Moskalev. Le recensement du 1er janvier 1995 a révélé environ 759 560 de personnes décorées.

## Description
Médaille en laiton de forme ronde de 32 mm de diamètre. Sur l'avers se trouve le relief d'un groupe de cinq soldats en casques de combat, armés de baïonnettes sur le fond d'un drapeau avec Faucille et marteau derrière lequel quatre avions survolent un tank passant à l’horizon. La légende Pour la défense de Stalingrad, entrecoupée d'une étoile au milieu, longe circulairement le bord en haut. Au verso, la légende Pour notre patrie soviétique (За нашу Советскую Родину!) repartie sur trois lignes avec le symbole de Faucille et marteau au-dessus. Une maille relie la médaille au ruban de soie moirée couleur olive de 24 mm de large avec une rayure rouge de 2 mm au centre. Sur le revers du ruban une épingle est fixée afin de maintenir la décoration au vêtement.

## Port de la médaille
La décoration se porte épinglée sur le côté gauche du vêtement. Parmi d'autres médailles elle se place à droite de la Médaille pour la défense de Sébastopol.